# الزراعة في سلطنة عمان

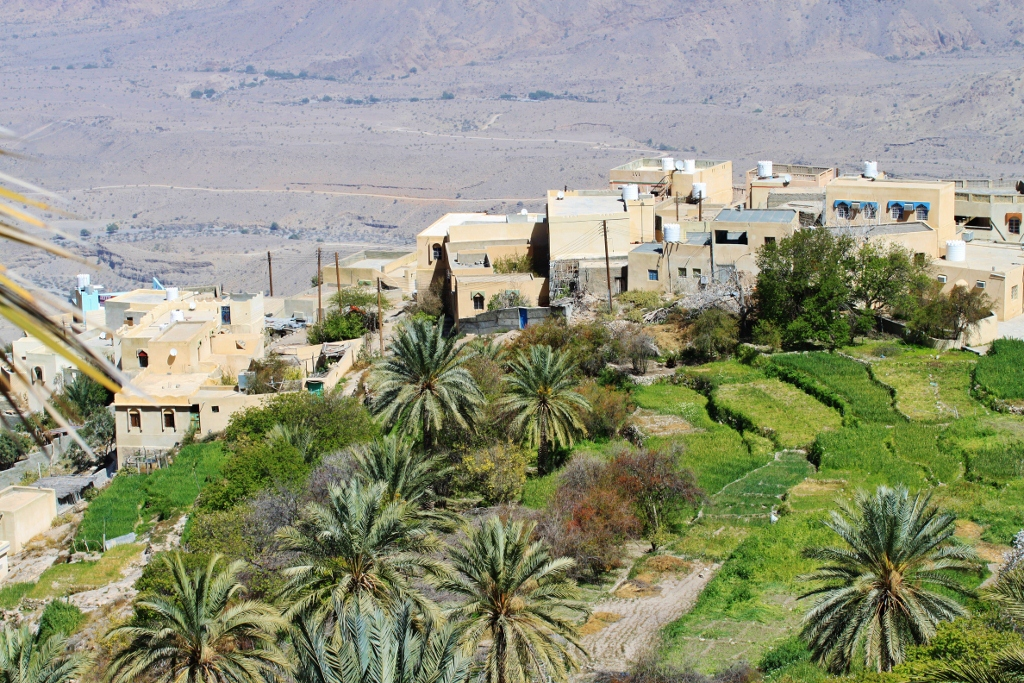
تنتشر الزراعة في عُمان في السهول والأودية وبعض سفوح الجبال.

يعتبر قطاع الزراعة من أهم القطاعات الإنتاجية في سلطنة عُمان، ومن أبرز محاصيل الزراعة في عمان نخيل التمر ونخيل جوز الهند وأشجار الليمون والمانجو والموز والقمح واللبان. وينتج قطاع الزراعة معظم احتياجات المجتمع العماني من المواد الغذائية، كما يُسهم بالنصيب الأكبر في الصادرات العمانية غير النفطية.

## الأراضي الصالحة للزراعة
تشكل الأراضي الصالحة للزراعة في عُمان 15% من أراضي السلطنة ولا يزرع منها إلا النصف تقريبًا أي 61,500 هكتار. وتنقسم إلى 90,000 حيازة، مما يدل على صغر حجم الملكية. وتتركز الزراعة أساساً في سهلي الباطنة ومحافظة ظفار ثم الواحات والأودية الكثيرة بالداخل.

## أهم المنتجات الزراعية

### الأشجار المثمرة والفواكه
وتشغل وحدها 1,2 مليون فدان (47,000 هكتار)، منها 21,000 هكتار مزروعة بالنخيل تضم ثمانية ملايين نخلة تنتج سنويا 200,000 طن من التمر الجيد، يُصدّر بعضه للخارج. والليمون العماني في شمالي السلطنة له شهرة وأهمية تجارية، أما في جنوبها فهناك فواكه متميزة مثل الموز وجوز الهند والمانجو والباباي.

### الخضروات
وتنتشر على مساحة 7,000 هكتار صيفا وشتاء، وتكاد تُغطِّي حاجة الاستهلاك المحلي.

### الأعلاف وبخاصة البرسيم
تغطي كذلك 7,000 هكتار، ولكنها لا تكفي الأعداد المتنامية للثروة الحيوانية.

## قطاع النخيل

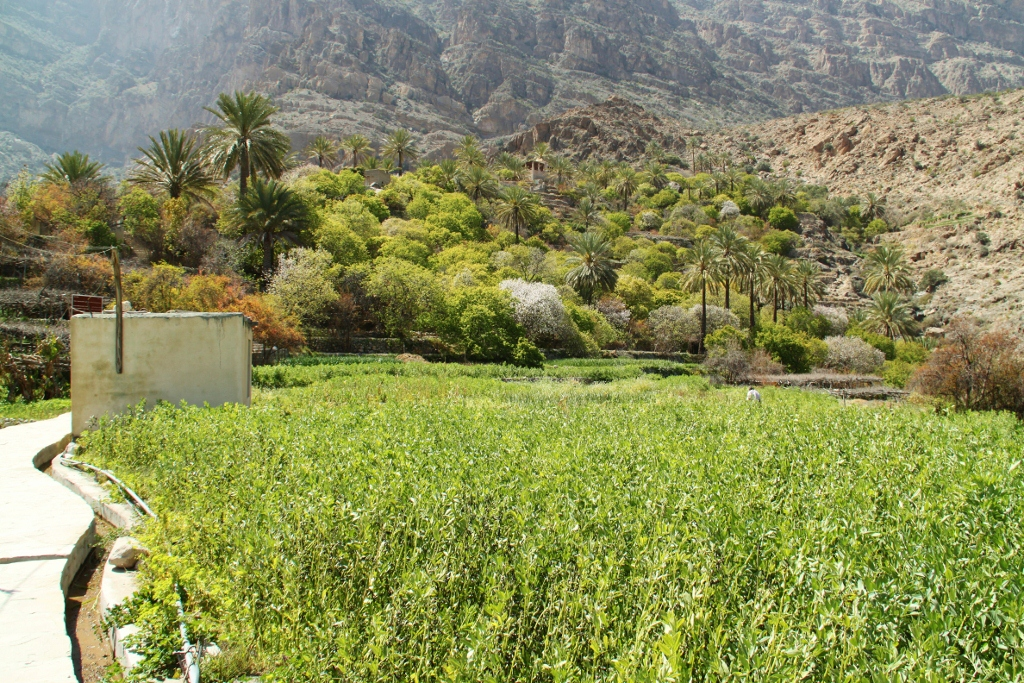
يعتبر نخيل التمر من أهم المحاصيل الزراعية في عُمان إلى جانب المحاصيل الأخرى من الخضروات والفواكه والأعلاف.

يشكل قطاع النخيل في السلطنة النشاط الزراعي الأول والأكبر من حيث المساحة المزروعة حيث يمثل نحو 57% من إجمالي المساحة المزروعة و 83% من إجمالي مساحة أشجار الفاكهة، كما أن معظم اراضي السلطنة تقع في حزام النخيل ما بين خط عرض 16 - 27 شمالا حيث يتميز المناخ بصيف طويل مرتفع الحرارة وشتاء معتدل إلى دافئ مع أمطار قليلة مما يجعل أراضي شمال السلطنة والنجد بمحافظة ظفار كلها قابلة لزراعة النخيل. تعتمد زراعة النخيل في السلطنة على أسلوب الري الذي يستمد مصادره المائية من المخزون الجوفي ويتم من خلال الأفلاج والآبار والعيون المائية العذبة. ولقد أوضحت الدراسات المتعلقة بمصادر الري التي يعتمد عليها المزارعون ان 47% من الحيازات الزراعية تعتمد على الري من الآبار وأن 38% من الحيازات الزراعية تعتمد على الري من الأفلاج و15% من تلك الحيازات تعتمد على أكثر من مصدر للري.

## أصناف التمور
يفوق عدد أصناف التمور في عُمان 200 صنف بكافة مناطق السلطنة، ويتم استهلاك كميات كبيرة من الثمار في مرحلتي البسر والرطب في حين يستهلك باقي الإنتاج في مرحلة التمر. ويقدر استهلاك الفرد العماني من التمور بحوالي 60 كجم في السنة، وتقدر صادرات التمور السنوية في السلطنة بحوالي 5000 طن من اصناف المبسلي والفرض والخصاب والمدلوكي. أما التسويق الداخلي للتمور فيتم في أشكال مختلفة في مراحل نضج الثمار المختلفة معبأة في علب كرتونية أو بلاستيكية أو من الصفائح وكذلك في عبوات مصنوعة من سعف النخيل.

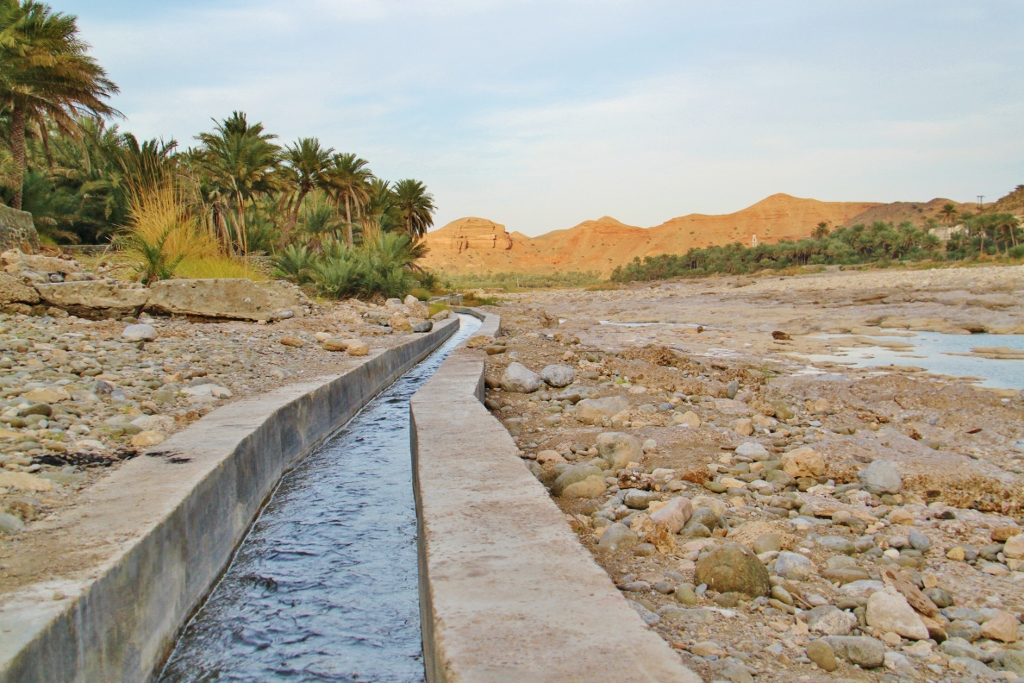
تعتبر الأفلاج من أقدم أنظمة الري في عُمان والجزيرة العربية.

## الأفلاج
تعتمد عمان منذ قديم الزمان على نظام الأفلاج في الري، والأفلاج جمع فلج وهي قناة مائية لها مصدر من فجوة في مكان مرتفع في طبقة صخرية، ومنها تمتد قناة مسافة تصل إلى أرض قابلة للزراعة، وهذا النظام يستخدم أيضا في بعض المناطق المحيطة مثل الإمارات والسعودية. وقد قامت لجنة التراث العالمي التابعة لليونسكو بإدراج خمسة أفلاج عمانية ضمن قائمة التراث العالمي.